# 六氟化硒
六氟化硒，化學式為SeF6，是一種無色氣體，有令人厭惡的氣味，有毒，這種化合物並沒有商業用途。

## 化学性质
六氟化硒在200℃以上可以被氨还原：
SeF6 + 2 NH3 → N2 + Se + 6 HF

## 安全
六氟化硒是有毒的，即使在低濃度，仍然會影響人體。六氟化硒氣體具有腐蝕性，會嚴重刺激皮膚、眼睛和粘膜。吸入會造成呼吸困難和肺水腫。接觸皮膚或眼睛產生刺激和流淚，可導致化學灼傷、永久性組織損傷，甚至失明。接觸液化的六氟化硒可能引起灼傷或凍傷。
美國職業安全和健康管理局及美國政府工業衛生會議定出六氟化硒在空氣濃度標準上限是0.05ppm。